# الفردو واگنر
الفردو واگنر (به Portuguese: Alfredo Wagner) یک سکونتگاه مسکونی در Brazil است که در Santa Catarina (state) واقع شده‌است.